# Carlos Trilnick
Carlos Trilnick (Rosario, 16 de diciembre de 1957 - Buenos Aires, 27 de junio de 2020) fue un artista visual, divulgador y docente argentino, uno de los pioneros en el videoarte en América Latina, caracterizándose su mirada política.

## Biografía
Carlos Trilnick nace un 16 de diciembre de 1957 en Rosario, provincia de Santa Fe. Su bisabuelo fue Samuel Trilnick, recordado rabino de la comunidad judía local.
Como docente, dictó medios audiovisuales y de artes en varias universidades de Sur y Norteamérica, llegando a ser director de la carrera de Diseño de Imagen y Sonido, de la Facultad de Arquitectura, Diseño y Urbanismo de la Universidad de Buenos Aires entre 2014 y 2018.
Fue director artístico del Festival de Video y Artes Electrónicas de Buenos Aires, realizados en el Centro Cultural Recoleta y en el Centro Cultural General San Martín, entre 1995 y 1996.
Su obra -que también se desarrolla en el campo de la video instalación, el arte multimedia y la fotografía- se ha caracterizado, desde sus inicios, por una búsqueda expresiva y un espíritu experimental. Es a través de la práctica artística asistida por estos entrecruzamientos de medios que Trilnick propone una serie de señalamientos sobre diferentes temas de la realidad social y política, generando obras de compromiso con su entorno. La ha exhibido en muestras individuales y colectivas así como en bienales y festivales de video, cine y artes electrónicas de América y de Europa.
Ha obtenido en dos oportunidades la Beca a la Creación Artística del Fondo Nacional de las Artes de Argentina y la Beca del Fondo Metropolitano de Cultura de la Ciudad de Buenos Aires.
En el año 1977, por el estado de terror generado por la dictadura militar en Argentina, debe radicarse en Israel donde estudia Fotografía y Video en The Neri Bloomfield Academy of Design and Education de Haifa. Regresa a su país en 1983 con la vuelta del sistema democrático, viviendo hasta su muerte en la ciudad de Buenos Aires.
En 2008 se editó el libro Carlos Trilnick que reseña su actividad artística desde 1978. El libro fue editado en conjunto por la Universidad de Buenos Aires; la Pontificia Universidad Javeriana de Bogotá, Colombia; la Fundación Telefónica de Argentina; el Centro Cultural Parque España - Municipalidad de Rosario y el Fondo Nacional de las Artes de Argentina.

## Docencia
En 1987 ingresa como Auxiliar Docente en la materia Medios Expresivos II de la Carrera de Diseño Gráfico en Facultad de Arquitectura, Diseño y Urbanismo de la Universidad de Buenos Aires. Desde 1992 es Profesor Adjunto Regular de esa materia y desde 1997 es Profesor Titular de la materia Taller de Diseño Audiovisual 1, 2 y 3 de la Carrera de Diseño de Imagen y Sonido de la misma universidad.
Fue profesor visitante en el Departamento de Comunicación y en el Centro de Estudios Ibéricos y Latino Americanos (CILAS) de la Universidad de California en San Diego (UCSD); en el Programa de Estudios Internacionales de Facultad de Arquitectura y Diseño de la Pontificia Universidad Javeriana de Bogotá, Colombia; en el Departamento de Artes de la Universidad de Los Andes en Bogotá, Colombia y en la Maestría en Multimedia de la Universidad del Azuay en Cuenca, Ecuador.

## Otras actividades relacionadas con la imagen
Entre 1987 y 1993 fue curador y coordinador del Área Audiovisual del ICI, Instituto de Cooperación Iberoamericana Centro Cultural de Buenos Aires, organismo dependiente del gobierno de España. Allí organizó las cinco primeras muestras anuales de videoarte realizada en Buenos Aires bajo el título “Buenos Aires Video”, editándose en 1993 el Catálogo “Buenos Aires Video” una reseña la actividad artística con medios tecnológicos en Argentina desde 1929.
En 1992 organizó la primera muestra antológica de cine experimental en Argentina con obras de Claudio Caldini, Narcisa Hirsh, Annemarie Alemán y otros realizadores y artistas locales.
En el mismo año presentó en ARCO, Madrid, una muestra de videoarte del Cono Sur Americano con obras de artistas de Argentina, Brasil, Chile, Paraguay y Uruguay.
En un intento por generar circuitos alternativos de arte en Latinoamérica, entre 1990 y 1995 fue codirector del Festival de Video del Mercosur junto a Sergio Martinelli (Brasil), Ray Armele (Paraguay), Néstor Olhagaray (Chile) y Daniel Staff (Uruguay). 
En 1995 y 1996 fue director Artístico del Festival de Video y Artes Electrónicas de Buenos Aires realizados en el Centro Cultural Recoleta y en el Centro Cultural San Martín. En esos festivales se exhibió por primera vez en Argentina la obra de Bill Viola, Peter Greenaway, Gary Hill, David Larcher, Gianni Totti, Nam June Paik y otros artistas internacionales. Los festivales contaron además con muestras competitivas internacionales y amplias retrospectivas de artistas locales como las del grupo Ar Detry, Andrés Di Tella y Diego Lazcano.
Se ha desempeñado como jurado en la Bienal de Arte Joven de Buenos Aires; en Video Brasil Festival Internacional de Video y Artes Electrónicas de San Pablo, Brasil; en el Festival de Cine Joven de la UNESCO de Buenos Aires; en el Premio Georges Méliès de la Embajada de Francia en Argentina; en la Bienal Internacional de Video de Santiago, Chile; en The Intercultural Film/Video Fellowships. Rockefeller Foundation, Nueva York; en el Festival del Sol, Cine y Video Andino, Cuzco, Perú; en el Festival Internacional de la Imagen de Manizales, Colombia; en el Festival Internacional de Cine y Video de Bogotá, Colombia; en el Festival Latinoamericano de Video de Rosario; en el Philips Art Expression Award y en el Premio Paradigma Digital, Mac Station, Apple Center, Argentina. Además obtuvo dos Premios Konex en la disciplina Video Arte, en 1992 y 2012.
Es miembro de la Asociación Civil sin fines de lucro Culturas Digitales.

## Premios
Obtuvo, entre otros, los siguientes premios y reconocimientos:
- Premios Konex en Artes Visuales: 2 diplomas al mérito (en 1992 y 2012).[8]
- Segundo Premio otorgado en el Primer Encuentro Nacional de Video Educativo (1987).[8]
- Premio al mejor video arte producción otorgado por la Revista Sin Cortes: 2 (en 1988 y 1989).[8]
- Prize Experimental Cattegory, Democracy in Comunication Festival (Nueva York, 1992).[8]
- Reconocimiento a la trayectoria otorgado por la Secretaría de Cultura de la Nación (1992).[8]